# Заплава річки Берда (ландшафтний заказник місцевого значення)
Заплава річки Берда — ландшафтний заказник місцевого значення. Об'єкт розташований на території Бердянського району Запорізької області, Новопетрівська сільська рада.
Площа — 185 га, статус отриманий у 2016 році.
На території заказника переважає степова та лучна рослинність: стоколос, чистотіл великий, куничник наземний, шалія кільчаста, деревій, цибуля крапчаста, лисохвіст лучний, тимофіївка лучна, осока гостра тощо.